# Carl Koehler

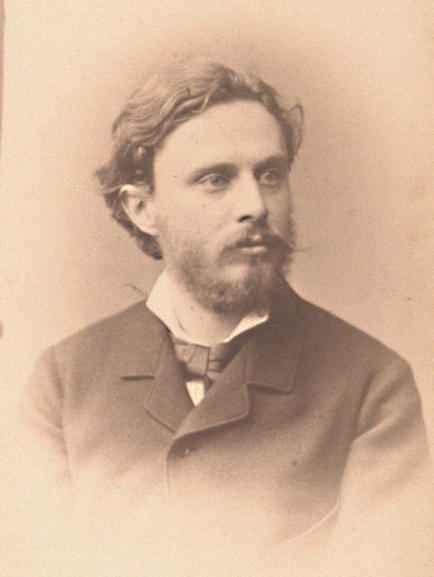
Carl Koehler

Carl August Koehler (* 6. März 1855 in Mannheim; † 16. April 1932 in Heidelberg) war ein deutscher Mathematiker.

## Leben und Wirken
Carl Koehler war der Sohn des Kaufmanns Jakob Friedrich Koehler und seiner Ehefrau Margaretha Johanna Friederike Pauline, geb. Chur. Im Wintersemester 1871/72 nahm er seine Studien der Chemie und Mathematik am Polytechnikum Karlsruhe auf. Er setzte seine Studien in Berlin fort sowie an der Universität Heidelberg, wo er am 5. März 1879 zum Dr. phil. promoviert wurde. Ebenfalls in Heidelberg habilitierte er sich am 19. Juni 1882. 1888 wurde er dort zum Professor berufen. Von 1882 bis 1890, lehrte er an der Philosophischen Fakultät, von 1890 bis 1932 an der Naturwissenschaftlichen-Mathematischen Fakultät der Universität.
Seit dem 14. März 1883 war er mit Johanna Ameline Roeder (1858–1934) verheiratet, mit der er drei Söhne und eine Tochter hatte. 1906 wurde ihm das Ritterkreuz erster Klasse des Ordens vom Zähringer Löwen verliehen. Zudem wurde ihm der Titel Geheimer Hofrat verliehen.

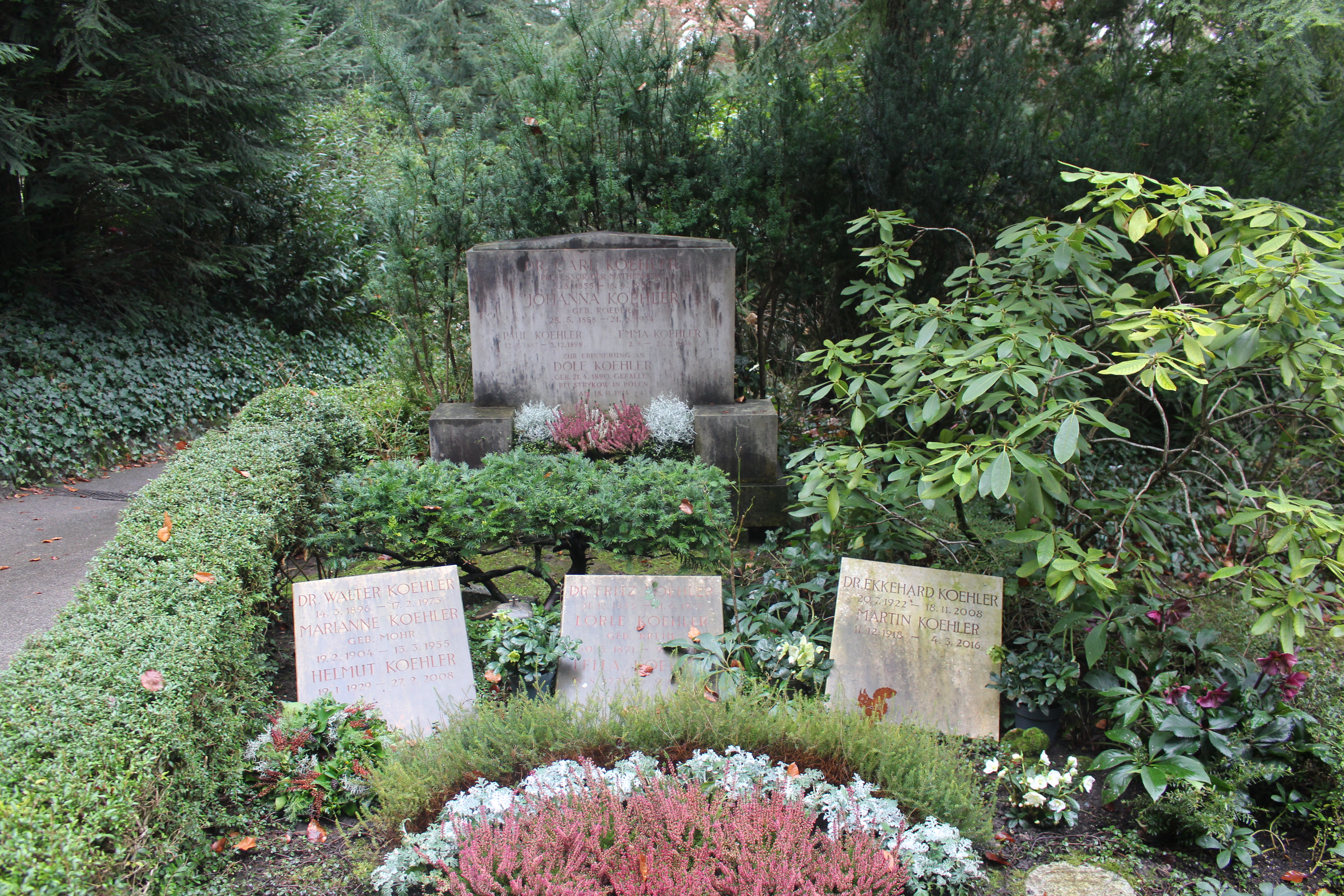
Grabstätte Carl Koehler und Familie, Bergfriedhof Heidelberg

## Schriften (Auswahl)
- Zur Theorie des F2-Gebüschs mit reellem Poltetraeder und des Kegelschnitt-Gebüschs mit reellem Polarvierseit. In: Sitzungsberichte der Heidelberger Akademie der Wissenschaften. Mathematisch-naturwissenschaftliche Klasse. Abteilung A: Mathematisch-physikalische Wissenschaften. Jahrgang 1913, Abhandlung 5, (Digitalisat).
- Über das Raumfünfeck und über die projektive Einteilung der durch ein Raumfünfeck bestimmten Polarfelder. In: Sitzungsberichte der Heidelberger Akademie der Wissenschaften. Mathematisch-naturwissenschaftliche Klasse. Abteilung A: Mathematisch-physikalische Wissenschaften. Jahrgang 1913, Abhandlung 16, doi:10.11588/heidok.00012440.
- mit Lothar Heffter: Lehrbuch der analytischen Geometrie. Band 1: Geometrie in den Grundgebilden erster Stufe und in der Ebene. Teubner, Leipzig u. a. 1905, (Digitalisat).